# Costa del Este (Panamá)
Costa del Este es una zona de desarrollo inmobiliario en la ciudad de Panamá que se encuentra ubicada en el corregimiento de Juan Díaz, cerca del límite con Parque Lefevre. Fue diseñada con estándares de primer mundo, cableado completamente soterrado, urbanizaciones de acceso restringido, planta independiente para procesamiento de aguas residuales, etc. está mayoritariamente habitada por familias de clase alta.
El Proyecto de Costa del Este fue presentado a la luz pública en 1995, desde ese entonces se ha convertido en una de las zonas con mayor desarrollo inmobiliario de la Ciudad de Panamá y con mayor desarrollo humano en Panamá. Estas 310 hectáreas es una zona que se ha convertido en una importante y exclusivo lugar de la ciudad, donde los edificios que se están construyendo son de gran altura.
Está atravesada por el Corredor Sur, conectada a la ciudad por un puente marino de dos kilómetros de largo, lo que la comunica en pocos minutos con el centro de la ciudad y el Aeropuerto Internacional de Tocumen. Cuenta con grandes aceras, parques, lugares recreativos, una plaza central enorme, sitios de descanso y un malecón de casi 4 kilómetros de largo, semejante a una avenida Balboa.
Una de sus secciones, donde se encuentra el Parque Industrial era conocida como el "Vertedero de Panamá Viejo", pues se trata de una porción de terreno artificial creada con el depósito del material que fue extraído para la construcción del Canal de Panamá, durante años esta gran extensión de terreno estuvo descuidada, pero recientemente se ha convertido en el Área Industrial (Utilizada para Centros de Distribución de Mercancía). El resto de las secciones, eran manglares y selva virgen, donde se construyen las más modernas edificaciones de esta ciudad.    Para poder habilitar las tierras de manglares, se virtieron millones de toneladas de tierra y rocas, la mayoría provenientes de una colina cercana al área de Villa Guadalupe, la cual fue eliminada completamente.
En términos de valorización de proyectos residenciales, es la segunda zona más valorada, solo por debajo de la Avenida Balboa.

## Datos
- Costa del Este está subdividido en 11 zonas distintas:
  - Costa del Este
  - El Parque Comercial
  - El Área Comercial Adicional de alta densidad
  - El Parque de Oficinas
  - El Área residencial de Alta Densidad
  - El Parque Felipe E. Motta
  - El centro de ciudad
  - La Plaza Central
  - Áreas Residenciales de Baja Densidad
  - Áreas de uso mixto
  - Áreas de servicios públicos.

- Al Norte, limita con el Corredor Sur, Campo Lindbergh, área del Gimnasio Nuevo Panamá y el Hipódromo. Al Sur, limita con la bahía de Panamá. Al Este limita con los manglares de Juan Díaz y Llano Bonito; y al oeste con Panamá Viejo, Urbanización la Fontana y San Gerardo Mayela.
- El área residencial de baja densidad se encuentra en 3 secciones:

En la avenida de las costas ( Costa Azul, Costa Bay, Costa de las Perlas, Costa Dorada, Costa Serena y Costa Bella )
La Manzana de Antigua y Palmeras del Este.
Sección Este, Magnolias, Balmoral, Toscana del Este.
- Conectada a la ciudad por un puente marino de dos kilómetros de largo.
- Su avenida principal, fue bautizada con el nombre de Centenario, en homenaje a la celebración de los 100 años de la República de Panamá.
- Hasta la fecha se han invertido más de 400 millones de dólares.
- Hasta el momento se han construido un poco más de 900 residencias.
- Entre los restaurantes de la comunidad se encuentran:
- Cafetería Delirys (Supermercado Riba-Smith), Papa John's Pizza, Pizzería del Este, La Inmaculada, Il Grillo, Rock Burger, Tambureli, Subway, La Vitrola, Baskin-Robbins / Dunkin Donuts, Le Grand Petit-Gourmet, Bachu, Cafe Saquella, Carbón de Mangle, Cozy, Le Petit Paris.
- Los Bancos locales son:  Banco General, BAC, HSBC, Banco Panamá, ScotiaBank, BBVA y GlobalBank.
- Seguros Mapfre estableció su nueva sede en Costa del Este, en el área comercial.
- Sastrerías de Confianza como lo es la Franquicia Costura Xpress Costa del Este, ubicada en el Centro Comercial Atrio Mall la cual cuenta con su servicio de delivery para todos los residentes de la zona .
- Se están construyendo una gran cantidad de edificios de oficinas, entre ellos se encuentra la etapa de ampliación del Costa del Este Business Park que culminará el próximo año.
- La aerolínea panameña Copa Airlines tiene su sede en el Business Park de Costa del Este
- Cuenta con centros comerciales: Town Center de Costa del Este[3]
- También se está construyendo un hospital